# 608 (numero)
Seicentootto è il numero naturale dopo il 607 e prima del 609.

## Proprietà matematiche
- È un numero pari.
- È un numero composto, con i seguenti 12 divisori: 1, 2, 4, 8, 16, 19, 32, 38, 76, 152, 304, 608. Poiché la somma dei suoi divisori (escluso il numero stesso) è 652 > 608, è un numero abbondante.
- È un numero palindromo nel sistema di numerazione posizionale a base 3 (211112).
- È un numero pratico.
- È un numero felice.
- È un numero nontotiente (per cui la equazione φ(x) = n non ha soluzione).
- È un numero congruente.

## Astronomia
- 608 Adolfine è un asteroide della fascia principale del sistema solare.
- NGC 608 è un galassia spirale della costellazione del Triangolo.

## Astronautica
- Cosmos 608 è un satellite artificiale russo.